# (1678) Hveen
(1678) Hveen es un asteroide perteneciente al cinturón de asteroides descubierto por Yrjö Väisälä el 28 de diciembre de 1940 desde el observatorio de Iso-Heikkilä, Finlandia.

## Designación y nombre
Hveen fue designado al principio como 1940 YH.
Posteriormente se nombró por Hven, isla sueca donde trabajó Tycho Brahe.

## Características orbitales
Hveen orbita a una distancia media del Sol de 3,158 ua, pudiendo alejarse hasta 3,51 ua. Su excentricidad es 0,1114 y la inclinación orbital 10,2°. Emplea en completar una órbita alrededor del Sol 2050 días.